# برانا سینکلیر
برانا سینکلیر (به انگلیسی: Breanna Sinclairé) (زاده ۱۹۹۱)خواننده آمریکایی است.
او یک زن ترنس است.